# Dzmitryj Kałdun
Dzmitryj Alaksandrawicz Kałdun (biał. Дзмітрый Аляксандравіч Калдун; ur. 11 czerwca 1985 w Mińsku) – białoruski piosenkarz. Reprezentant Białorusi w 52. Konkursie Piosenki Eurowizji (2007).

## Życiorys
Studiował na Wydziale Chemii Białoruskiego Uniwersytetu Państwowego.
W 2004 wziął udział w przesłuchaniach do drugiej edycji programu rozrywkowego RTR Narodnyj Artist, jednak bez powodzenia. Przez kolejne dwa lata pracował jako wokalista w Państwowej Orkiestrze Koncertowej Republiki Białorusi oraz wziął udział na festiwalu Mołodeczno-2005 i Międzynarodowym Festiwalu Sztuk „Słowiański Bazar” w Witebsku. W 2006 z utworem „Maybe” zajął ósme miejsce w finale krajowych eliminacji do 51. Konkursu Piosenki Eurowizji, a także zwyciężył w finale szóstej edycji programu Fabrika-zwiozd. Po udziale w konkursie dołączył do składu zespołu KGB.

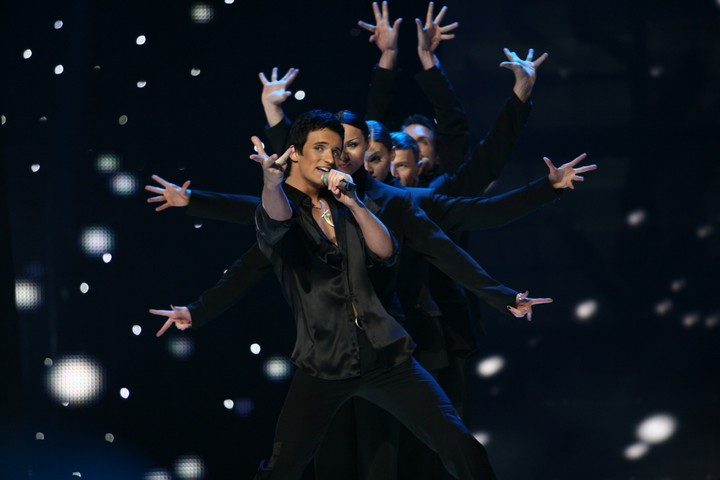
Kałdun podczas 52. Konkursu Piosenki Eurowizji (2007)

W 2007 zwyciężył z utworem „Work Your Magic” w finale krajowych eliminacji do 52. Konkursu Piosenki Eurowizji, dzięki czemu został reprezentantem Białorusi w konkursie organizowanym w Helsinkach. W maju zajął szóste miejsce w trzech krajów. Po udziale w konkursie premierę miał film dokumentalny Magic Works in Europe, który prezentował m.in. przygotowania Kałduna do występu na Eurowizji. Po udziale w konkursie rozpoczął współpracę z producentem muzycznym Aleksandrem Lunewem, jednak już w 2008 duet przestał ze sobą pracować z powodu nieporozumień związanych z materiałem planowanym na umieszczenie na płycie Kałduna. W tym samym roku piosenkarz wydał album kompilacyjny pt. Ja nie wołszebnik, na którym umieścił m.in. piosenki śpiewane w programie Fabrika-zwiozd oraz utwór „Work Your Magic”.
W 2009 wraz z piosenkarzem Aleksandrem Astaszenokiem założył wytwórnię płytową Lizard oraz wydał debiutancki album studyjny, zatytułowany po prostu Кałdun. W 2012 wydał album pt. Nocznoj pilot, na którym umieścił m.in. single „Korabli” i „Niczego”. W 2013 zaprezentował płytę pt. Gorod bolszych ogniej, którą promował singlem „Nie grusti”, a premierę miał film dokumentalny o życiu Kałduna w reżyserii Siergieja Czernikowa.
W 2014 wydał singiel „Poczemu”, który znalazł się na jego czwartym albumie studyjny, zatytułowanym Maneken z listopada 2015. Pozostałymi singlami z albumu zostały piosenki: „Ja budu lubit tebia” i „Mieteli”. W 2016 wydał single: „Pocełuj menia” i „Kogda ja lubił tebia”. W 2017 zaprezentował kolejne dwa single: „Piatnica” i „Moj dom”.

### Życie prywatne
14 stycznia 2012 poślubił Wiktorię Chamicką. Mają dwoje dzieci, Jana (ur. 2013) i Alisę (ur. 2016).

## Dyskografia
Albumy studyjne
- Кałdun (2009)
- Nocznoj pilot (2012)
- Gorod bolszych ogniej (2013)
- Maneken (2015)

Albumy kompilacyjne
- Ja nie wołszebnik (2008)

Single
| Rok  | Singel                  | Pozycja | Pozycja | Pozycja | Pozycja | Album                 |
| Rok  | Singel                  | RUS     | LIT     | ITA     | SWE     | Album                 |
| ---- | ----------------------- | ------- | ------- | ------- | ------- | --------------------- |
| 2006 | „Prosti za wsie”        | 121     | —       | —       | —       | –                     |
| 2007 | „Work Your Magic”       | 2       | 3       | 34      | 47      | Ja nie wołszebnik     |
| 2007 | „Ja dla tiebia”         | 5       | 23      | —       | —       | Кałdun                |
| 2008 | „Czariewna”             | 13      | —       | —       | —       | Кałdun                |
| 2008 | „Biezrabotnaja ljubow”  | 132     | —       | —       | —       | Кałdun                |
| 2009 | „Zwiezda”               | 150     | —       | —       | —       | Кałdun                |
| 2009 | „Nastrojsia na mienia”  | 28      | —       | —       | —       | Кałdun                |
| 2010 | „W komnatie pustoj”     | 28      | —       | —       | —       | Nocznoj pilot         |
| 2010 | „Padał snieg”           | 45      | —       | —       | —       | Nocznoj pilot         |
| 2011 | „Nocznoj pilot”         | 30      | —       | —       | —       | Nocznoj pilot         |
| 2011 | „Korabli”               | 106     | —       | —       | —       | Nocznoj pilot         |
| 2012 | „Niczego”               | 165     | —       | —       | —       | Nocznoj pilot         |
| 2012 | „Poczuwstwij mienia”    | 255     | —       | —       | —       | –                     |
| 2012 | „Оbłaka-brodiagi”       | 20      | —       | —       | —       | Gorod bolszych ogniej |
| 2013 | „Nie grusti”            | 19      | —       | —       | —       | Gorod bolszych ogniej |
| 2014 | „Gorod bolszych ogniej” | 6       | —       | —       | —       | Gorod bolszych ogniej |
| 2014 | „Poczemu”               | 13      | —       | —       | —       | Maneken               |
| 2015 | „Ja budu lubit tebia”   | 51      | —       | —       | —       | Maneken               |
| 2015 | „Mieteli”               | 30      | —       | —       | —       | Maneken               |
| 2016 | „Pocełuj menia”         | 17      | —       | —       | —       | –                     |
| 2016 | „Kogda ja lubił tebia”  | 34      | —       | —       | —       | –                     |
| 2017 | „Piatnica”              | 50      | —       | —       | —       | –                     |
| 2017 | „Moj dom”               | —       | —       | —       | —       | –                     |

## Filmografia
- 2012: 20 liet bez lubwi jako Dima
- 2013: Dzmityj Kałdun jako on sam (film dokumentalny)